# Head (film)
Head är en psykedelisk långfilm från 1968 med The Monkees. Den regisserades av Bob Rafelson och skrevs av Rafelson och Jack Nicholson. Filmen totalfloppade när den kom, men dess popularitet har ökat med tiden.

## Handling
Filmen har egentligen inte någon handling. Filmen går i stort sett ut på att The Monkees reser omkring och letar efter något som "har en mening".

## Rollista i urval
- Peter Tork
- Davy Jones
- Micky Dolenz
- Michael Nesmith
- Annette Funicello
- Timothy Carey
- Logan Ramsey
- Vito Scotti
- Charles Macaulay
- Frank Zappa
- Tor Johnson